# Helmut Ramm
Helmut Ramm (* 1926; †  2019) war ein deutscher Archivar, der sich beim Aufbau des Archivwesens im Bereich der örtlichen Räte in der DDR und beim kollektiven Zusammenwirken mit den Archivaren der Kreise, Städte und Betriebe im Bezirk Karl-Marx-Stadt besondere Verdienste erwarb.

## Leben
Nach dem Schulbesuch schlug Helmut Ramm zunächst die Ausbildung zum Lehrer ein und wurde 1948 Mitglied der Sozialistischen Einheitspartei Deutschlands. Ab August 1949 wurde er als Verwaltungsarchivar beim Rat des Bezirkes Chemnitz (ab 1953 Karl-Marx-Stadt) eingesetzt. Nach fünf Jahren praktischer Tätigkeit übertrug ihm der Rat des Bezirkes Karl-Marx-Stadt im August 1954 die Leitung des neugebildeten Referats Archivwesen, wodurch er für die kommunalen und staatlichen Betriebsarchive des gesamten bevölkerungsreichen DDR-Bezirks Karl-Marx-Stadt zuständig wurde. Die fehlende Fachausbildung holte er durch eine Qualifizierung zum staatlich geprüften Archivar nach. Das Fernstudium an der Archivschule „Franz Mehring“ in Potsdam schloss er 1960 mit Auszeichnung ab. Er wurde Mitglied mehrerer Fachkommissionen der Staatlichen Archivverwaltung der DDR und 1968 Vorsitzender des Fachausschusses Heimatgeschichte/Ortschronik des Kulturbundes der DDR.
Mit der Auflösung des 1990 wieder in Chemnitz umbenannten Bezirks Karl-Marx-Stadt ging Helmut Ramm in Rente. Zuletzt lautete seine Dienstbezeichnung Sektorenleiter Archivwesen beim Rat des Bezirkes Karl-Marx-Stadt.

## Auszeichnungen
- Medaille für ausgezeichnete Leistungen

## Schriften (Auswahl)
- (mit Reiner Groß und Hans Weineck): Betriebs- und Ortszeitungen der KPD, Bezirk Erzgebirge/Vogtland 1928–1933, Karl-Marx-Stadt, Dresden 1977
- Das Zentrale Verwaltungsarchiv des Rates des Bezirkes Karl-Marx-Stadt. In: Archivmitteilungen, 22, 1972, H. 4, S. 145–147.
- Heimathistorische Forschung und Archive im Bezirk Karl-Marx-Stadt. In: Regionalgeschichtliche Beiträge aus dem Bezirk Karl-Marx-Stadt, Karl-Marx-Stadt 1983, Nr. 5, S. 5–17.

## Nachlass
Sein schriftlicher wissenschaftlicher Nachlass wird heute im Sächsischen Staatsarchiv in Chemnitz als Bestand 33285 verwaltet.